# Ханжин, Михаил Васильевич
Михаи́л Васи́льевич Ханжи́н (17 октября 1871, Самарканд, Самаркандская область, Туркестанское генерал-губернаторство, Российская империя — 14 декабря 1961, Джамбул, Джамбульская область, Казахская ССР, СССР) — русский военачальник, генерал от артиллерии (1919), последний, которому был присвоен этот чин. Один из руководителей Белого движения в Сибири. Последний военный министр Российского государства.

## Биография

### Предвоенные годы
Ханжин Михаил Васильевич, потомственный казак Оренбургского казачьего войска, родился в городе Самарканде, в Туркестанском генерал-губернаторстве. В 1890 году окончил Оренбургский Неплюевский кадетский корпус, и 29 августа того же года вступил в службу. В 1893 году окончил Михайловское артиллерийское училище и был выпущен хорунжим в конно-артиллерийскую бригаду Оренбургского казачьего войска. 1 июля 1896 года произведён в сотники, а 14 ноября 1897 года — в поручики. 17 декабря 1897 переведён в 6-ю резервную артиллерийскую бригаду. 19 июля 1898 года произведён в штабс-капитаны.
В 1899 году окончил по 1-му разряду Михайловскую артиллерийскую академию, 29 марта того же года был переведён в Туркестанскую артиллерийскую бригаду, а 2 июня за отличие был произведён в капитаны.
В 1903 году окончил Офицерскую артиллерийскую школу и 8 августа того же года был назначен командиром 4-й батареи 36-й артиллерийской бригады. 2 сентября произведён в подполковники.
Участвовал в русско-японской войне, с 19 февраля 1904 по 28 ноября 1905 командовал 4-й батареей 3-й Восточно-Сибирской стрелковой артиллерийской бригады. 19 сентября 1907 был награждён орденом св. Георгия 4-й степени («за отличный подвиг мужества и храбрости, выказанный им 17-го и 18-го августа 1904 г. под Лаояном и 25-го февраля 1905 г. под Фушуном при отражении атак неприятеля»).
28 ноября 1905 года назначен исправляющим должность штаб-офицера, заведующего обучающимися в Офицерской артиллерийской школе. В том же году произведён в полковники (старшинство 29.06.1906). Участвовал в работе комиссий по реформированию армии, за что удостоился Высочайшего благоволения. 14 мая 1909 года назначен командиром 1-го дивизиона 42-й артиллерийской бригады. 9 августа 1910 года переведён в 44-ю артиллерийскую бригаду. В 1913 году был командирован с военной миссией во Францию, награждён орденом Почётного легиона. 3 февраля 1914 года произведен в генерал-майоры (старшинство 29.06.1910) на основании Георгиевского статута и 19 февраля назначен командиром 19-й артиллерийской бригады.

### Первая мировая война
Вступил в Первую мировую войну в должности командира 19-й артиллерийской бригады. Исправлял должность командующего 19-й пехотной дивизии. За бои в январе 1915 у Меволавочей награждён Георгиевским оружием. С июля 1915 — командир 12-й пехотной дивизии. Награждён орденом Святого Георгия 3-й степени за то, что: «вступив в командование 12-й пехотной дивизией 7-го июля 1915 г., когда части означенной дивизии, не выдержав натиска превосходных сил противника, стали отходить, лично повёл батальон резерва, заполнил прорыв, образовавшийся между 12-й пехотной дивизией и левым флангом 4-й стрелковой дивизии и остановил отходившие части».
С апреля 1916 — инспектор артиллерии 8-й армии, сыграл выдающуюся роль в организации наступления Юго-Западного фронта («Брусиловского (Луцкого) прорыва»), что было отмечено в Ставке: Ханжина за его роль в Луцком прорыве произвели в генерал-лейтенанты (1916), что было самым значимым награждением среди участвующих в операции генералов (рассчитывавший на награждение орденом Святого Георгия 2-й степени А. А. Брусилов был награждён георгиевским оружием с бриллиантами). С конца 1916 — инспектор артиллерии Румынского фронта. С апреля 1917 — полевой генерал-инспектор артиллерии при Верховном главнокомандующем. За время Первой мировой войны зарекомендовал себя как талантливый артиллерийский начальник и общевойсковой командир.

### Белое движение
После прихода к власти большевиков уехал на земли Оренбургского казачьего войска. В ряде публикаций утверждается, что находясь на нелегальном положении, начал формирование белоповстанческих отрядов на юге Урала, сотрудничал с руководителем офицерского подполья в Сибири подполковником А. Н. Гришиным-Алмазовым. По утверждению ряда других авторов, до июля 1918 года занимал выжидательную позицию и в антибольшевистской борьбе не участвовал. С лета 1918 командовал сформированным им Уральским армейским корпусом (затем — 3-й Уральский корпус). С января 1919 — командующий Западной армией армии Колчака. 6 марта 1919 начал наступление Русской армии в общем направлении на Уфу, Самару и Казань, первоначально добился успехов, его войска взяли Уфу и Белебей, и вышли на подступы к Самаре и Казани, не дойдя до Волги на некоторых участках 30 км (в целом — 80-100 км). За успехи был произведён адмиралом А. В. Колчаком в чин генерала от артиллерии — высшее отличие такого рода, которое было присвоено Колчаком в бытность его Верховным правителем.
Однако затем последовало отступление лета 1919 года, во многом обусловленное растянутостью коммуникаций, разногласиями в белом командовании, отсутствием пополнений. Был обвинён в «неспособности остановить отступление и разложение войск», 20 июня 1919 года был по личной просьбе заменён генералом К. В. Сахаровым и зачислен в распоряжение Верховного Правителя. С 6 октября 1919 — военный министр. В январе 1920 вошёл в состав «Троектории» — комитета из трёх членов правительства, которые в Иркутске взяли на себя руководство деятельностью кабинета министров в условиях распада режима Верховного правителя А. В. Колчака. После захвата Иркутска эсеровским Политцентром в январе 1920 года смог скрыться из города в эшелоне одной из иностранных военных миссий (двое других членов «Троектории», А. А. Червен-Водали и А. М. Ларионов, были арестованы эсерами и позже выданы большевикам. Расстреляны по решению Чрезвычайного революционного трибунала при Сибирском революционном комитете в июне 1920). Затем эмигрировал в Китай.

### Эмиграция
Некоторое время жил в Дайрене и в Циндао, с 1925 года в Чанчуне, с 1925 года в Мукдене, с 1931 в Шанхае, с 1932 в Дайрене. В среде русской военной эмиграции в Маньчжурии пользовался большим авторитетом и играл видную роль, но не сумел избежать её раскола в ходе дела генерала А. И. Андогского. В 1928—1930 — начальник Дальневосточного отдела Русского общевоинского союза (РОВС). В 1935 году создал и возглавил Попечительский совет по охране и приведению в порядок русских военных кладбищ в Порт-Артуре и иных пунктах в Маньчжурии. Работал членом правления мыловаренного завода, заведующим конторой по перевозкам бобов, специалистом на химическом заводе и в военном арсенале, начальником отделения в экономическом отделе правления Южно-Маньчжурской железной дороги (ЮМЖД), с октября 1933 года — чертёжником в исследовательском отделе ЮМЖД, занимаясь картографией и корректурой карт.

### Арест и последние годы жизни
После занятия советскими войсками Маньчжурии был арестован вместе с сыном 15 сентября 1945 года органами СМЕРШ в Дайрене. Осужден Особым совещанием при МГБ СССР 30 ноября 1946 года к 10 годам лишения свободы за «контрреволюционную деятельность» по ст. 58-4 УК РСФСР. Провёл 10 лет в лагерях, в 1955 году находился в местной тюрьме в Ухте в Коми АССР. В том же году освобождён по амнистии, практически полностью отбыв свой срок заключения. После освобождения жил в Орске (Оренбургская область) у сыновей, в Казахстане, умер в Джамбуле. Был похоронен в городе Джамбул (ныне Тараз) на старом кладбище в 5-м микрорайоне. В 2017 году прах М. В. Ханжина перезахоронен внучкой Мариной Ханжиной на Хованском кладбище (участок 11) в Москве.
Реабилитирован посмертно 23 июня 1992 года.

## Награды
- Орден Святого Станислава 2-й степени с мечами (1905)
- Орден Святой Анны 3-й степени с мечами и бантом (1905)
- Орден Святой Анны 2-й степени с мечами (1907)
- Орден Святого Георгия 4-й степени (19.09.1907)
- Орден Святого Владимира 4-й степени (1912)
- Орден Святого Георгия 3-й степени (12.07.1915)
- Георгиевское оружие (10.11.1915).

## Память
О его судьбе снят документальный фильм «Возвращение генерала Ханжина».

## В искусстве
Генерал Ханжин является одним из персонажей художественного фильма «Гроза над Белой» (1968). Роль исполнил Ефим Копелян.

## Семья
Был дважды женат, от двух браков имел 6 детей. Дядя: Вениамин Петрович Водопьянов (1865—1943) — войсковой старшина, автор военно-исторических трудов.